# René Taelman
Pour les articles homonymes, voir Taelman.
 (septembre 2016).
Si vous disposez d'ouvrages ou d'articles de référence ou si vous connaissez des sites web de qualité traitant du thème abordé ici, merci de compléter l'article en donnant les références utiles à sa vérifiabilité et en les liant à la section « Notes et références ».
René Taelman (5 mai 1945 à Auderghem - 13 août 2019 à Bruxelles) est un entraîneur de football belge.

## Biographie
René Taelman, ex-journaliste sportif, est un entraîneur atypique, plutôt formateur, qui a commencé à donner libre cours à sa passion au plus bas niveau du football belge, à l'âge de 23 ans. Il joua dans plusieurs clubs amateurs mais ne fut jamais professionnel.
Son premier club fut l'U.S. Auderghem, où il entraîna durant quatre ans dans les catégories minimes et cadets. Ensuite, il fit ses premières armes en senior au F.C. Saint Michel, à Bruxelles.
Une dizaine d'années après ses débuts, il se retrouva, à la tête du F.C. Seraing, en première division, après avoir été l'adjoint de Georges Heylens, lors de sa première saison avec ce club. Commença alors pour lui un long parcours professionnel qui l'amena à exercer sa profession dans une douzaine de pays, couvrant trois continents.
Il a par ailleurs écrit huit ouvrages techniques et pédagogiques destinés aux entraîneurs de football, dont plusieurs spécialisés sur l'entraînement des gardiens de but.

## Palmarès comme entraîneur
- Champion régional avec les minimes de l'U.S. Auderghem (1974).
- Demi-finaliste de la Coupe de Belgique, avec le Royal Football Club Seraing (167) (1985).
- Vainqueur de la Coupe arabe des vainqueurs de coupe, avec le Club Olympique de Casablanca (1991).
- Vice-champion de Côte d'Ivoire, avec l'Africa Sports (1994).
- Vainqueur de la Super Coupe de Côte d'Ivoire, avec l'Africa Sports (1994).
- Vainqueur de la Coupe du Koweït (1995).
- Champion de Libye, avec l'Olympic Azzaweya SC (2003-2004).
- Finaliste de la Coupe de Libye, avec le Al Akhdar Derna (2006-2007).

## Équipes professionnelles entraînées
- SC Eendracht Alost 1980-1981.
- RFC Seraing 1982-1984.
- FC Kalamu 1985.
- Cercle Bruges KSV 1985.
- Club Olympique de Casablanca 1990-1992.
- Africa Sports 1994.
- Al Arabi SC 1995-1996.
- West Riffa 1997.
- C.I.K. Kamsar 1998-1999.
- Burkina Faso 2000.
- Ittihad Alexandrie 2000-2001.
- Bénin 2001-2003.
- Olympic Azzaweya SC 2003-2005.
- Jeunesse sportive de Kabylie 2005.
- Al Tahaddy Benghazi 2006.
- Al Akhdar Derna 2007-2009.

## Ouvrages
- L'Entraînement du jeune footballeur, éditions Amphora, 1981.
- L'Entraînement du gardien de but, éditions Amphora, 1982.
- Football : techniques nouvelles, éditions Amphora, 1987.
- Football : performances, éditions Amphora, 1991.
- Football : entraînement spécifique, éditions Amphora, 1994.
- L'Entraînement spécifique du gardien de but, éditions Amphora, 1995.
- L'Entraînement spécifique du gardien de but,tome 2, éditions Amphora, 1999.
- L'Échauffement avec ballon, éditions Amphora, 2003.
- Les 100 plus grands sportifs de tous les temps. De Jesse Owens à Lionel Messi, Primento, 2015.